# St. Stephan (Oberhornbach)

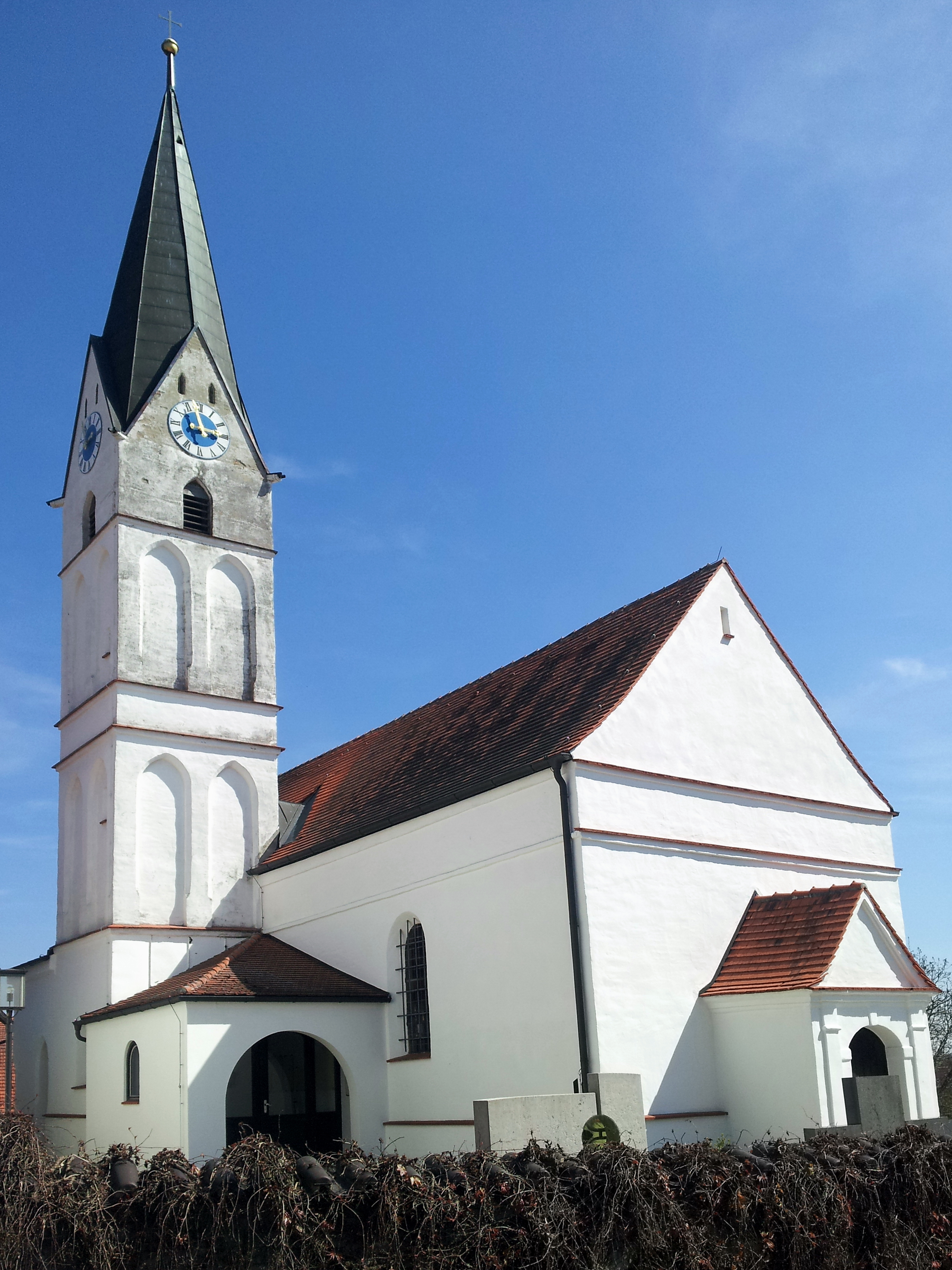
Außenansicht der Filialkirche St. Stephan von Südosten

Die römisch-katholische Filialkirche St. Stephan in Oberhornbach, einem Ortsteil der Marktgemeinde Pfeffenhausen im niederbayerischen Landkreis Landshut, ist eine spätgotische Anlage aus der Mitte des 15. Jahrhunderts. Das Langhaus wurde gegen Ende des 17. Jahrhunderts barockisiert. Die Ausstattung stammt aus derselben Zeit und ist einheitlich barock. Das Gotteshaus ist als Baudenkmal mit der Nummer D-2-74-172-50 beim Bayerischen Landesamt für Denkmalpflege eingetragen.

## Geschichte
Ursprünglich gehörte St. Stephan zu Niederhornbach, war dann aber über Jahrhunderte hinweg der Pfarrei Mariä Opferung in Pfaffendorf einverleibt. Erst am 17. Juli 1692 wurde es wieder Filialkirche der Pfarrei St. Laurentius in Niederhornbach. Eine Innenrenovierung fand in den Jahren 1988/89 statt, eine Außenrenovierung 1995.
In den Jahren 2021/22 wurde die Kirche erneut innen und außen renoviert. Dabei wurden mittels Begasung Schäden durch Holzwurmbefall beseitigt, die nicht nur das Gestühl und den Hochaltar betrafen, sondern auch den Dachstuhl und somit die Statik des Kirchenbaus. Außerdem wurden die Turmtreppe, die Turmböden und die Leichenhausdecke erneuert. Die Tragkonstruktion der Orgelempore und die Eingangstür wurden ausgebessert, die Elektroinstallation und die Blitzschutzanlage überarbeitet, die Orgel instand gesetzt. Die Kirchenbänke für Kinder wurden durch ein längs angeordnetes Chorgestühl ersetzt, wodurch mehr Platz im Altarraum geschaffen wurde. Außerdem wurden der Putz und verschiedene Bauteile der Turmuhr ausgebessert, und die Außenfassade erhielt einen neuen Anstrich.

## Architektur

### Außenbau
Die nach Osten ausgerichtete, vollständig verputzte Saalkirche umfasst ein Langhaus mit zwei Fensterachsen und einen nicht eingezogenen Chor mit einem Joch und Fünfachtelschluss. Die ursprünglich spitzbogigen Fensteröffnungen sind heute barock ausgerundet. Die drei östlichen spitzbogigen Chorfenster sind zugesetzt, genauso das ehemalige spitzbogige Südportal. Stattdessen gelangt man heute über das neuere Westportal mit barocker, tonnengewölbter Vorhalle ins Kircheninnere.
Der Chor ist außen mit schwachen Dreieckslisenen und einem Friesband unter dem Dachansatz aufgelockert. Am Langhaus findet sich nur der Dachfries wieder. Der auf der Nordseite an das Presbyterium angelehnte Chorflankenturm ist noch im spätgotischen Originalzustand erhalten. Der 29,20 Meter hohe, viergeschossige Turm ist über quadratischem Grundriss erbaut. Das zweite und dritte Geschoss ist mit gefasten Spitzbogenblenden verziert. Im vierten Geschoss befinden sich spitzbogige Schallöffnungen. Die Geschosse werden durch schwache Gesimse getrennt; die unteren beiden sind als gedoppelte Gesimse ausgeführt. Den oberen Abschluss bildet ein mit Kupferblech verkleideter Spitzhelm über vier Dreiecksgiebeln. Östlich an den Turm wurde im 19. Jahrhundert ein Erweiterungsbau für die Sakristei angefügt, westlich die Seelenkapelle für den umgebenden Friedhof.

### Innenraum
Der Chor wird innen von einem spätgotischen Netzgewölbe mit birnstabförmigen Rippen überspannt. Diese ruhen auf profilierten Halbkreiskonsolen, denen Spitzschilde vorgesetzt sind. An den vier Rippenkreuzungen befinden sich tellerförmige Schlusssteine, die freigelegte Darstellungen aus dem 15. Jahrhundert zeigen: Jesus Christus, Maria mit dem Kind, der Pfarrpatron Laurentius von Rom und der Kirchenpatron Stephanus. Der spitze Chorbogen ist im unteren Teil beidseits abgeschrägt. Im Untergeschoss des Turmes befindet sich ein spätgotisches Kreuzrippengewölbe ohne Schlusssteine. Die birnstabförmigen Rippen entspringen aus kleinen Spitzkonsolen. Das Langhaus besitzt eine Flachdecke über einer barocken Hohlkehle. Ein schlichter barocker Stuckrahmen wurde 1949 mit einem Deckengemälde des Moosburger Malers Josef Mader ausgefüllt.

## Ausstattung

### Altäre
Der Hochaltar aus der Zeit um 1680 besitzt typisch hochbarocke Dekoration aus Knorpelwerk, Akanthusrankwerk und gerieften Säulen. Der Aufbau wird von zwei kannelierten Säulen getragen. Der Auszug ist zwischen zwei geschweiften Halbgiebeln angeordnet. Das Altarblatt ist ein figurenreiches Gemälde der Steinigung des heiligen Stephanus. Das Auszugsbild zeigt die Krönung Mariens zur Himmelskönigin. Die Assistenzfiguren stellen die Heiligen Franz de Borgia und Dionysius dar. Die Mensa des Hochaltares ist reich mit Schnitzereien in Form von verschlungenem Bandwerk im Stile des frühen Rokoko verziert.
Die Aufbauten der beiden barocken Seitenaltäre werden von je zwei glatten Säulen getragen. An den Aufsätzen befinden sich je zwei gewundene Säulchen. Der linke Seitenaltar ist der heiligen Maria geweiht. Der zentrale Schrein zeigt eine Figur der Maria Immaculata, im Aufsatz befindet sich ein Gemälde des heiligen Leonhard. Der als Pendant gestaltete rechte Seitenaltar enthält eine Figur des heiligen Nikolaus sowie ein Gemälde des heiligen Florian im Auszug.

### Kanzel
Die barocke Kanzel aus der Zeit um 1700 ist am Korpus mit gewundenen Ecksäulchen und Bildern der vier Evangelisten verziert. Wie die Altäre erhielt auch die Kanzel bei der letzten Innenrenovierung ihre ursprüngliche Fassung in den Farben Schwarz, Gold und Rot zurück.

### Übrige Ausstattung
Das älteste Ausstattungsstück der Kirche ist eine spätgotische Figur des Kirchenpatrons Stephanus, die um 1520 von dem Landshuter Bildhauer Jörg Rot geschaffen wurde. Der Märtyrer trägt in der linken Hand die Steine, sein Marterwerkzeug, in der rechten die Märtyrerpalme. Am Chorbogen ist eine halb lebensgroße Rosenkranzmadonna aus der Zeit um 1760 angebracht. Das Gemälde des heiligen Isidor in einem Rokokoschnitzrahmen stammt ebenfalls aus dieser Zeit.
Der klotzförmige, mit Kerbschnitzereien verzierte Opferstock stammt aus dem Jahr 1696. Außerdem befinden sich in der Filialkirche zwei bemerkenswerte Kruzifixe: An der südlichen Langhauswand ist eines angebracht, das von demselben Meister wie die Hochaltarfiguren stammt. Das Kruzifix in der Sakristei besitzt als Korpus einen sogenannten „geschundenen Christus“. Es handelt sich dabei um das ehemalige Schulkreuz von Niederhornbach. Die gleichzeitig mit dem Hochaltar geschaffenen Stuhlwangen sind von einfacher Machart und zeigen nur etwas Knorpelwerk.

### Orgel

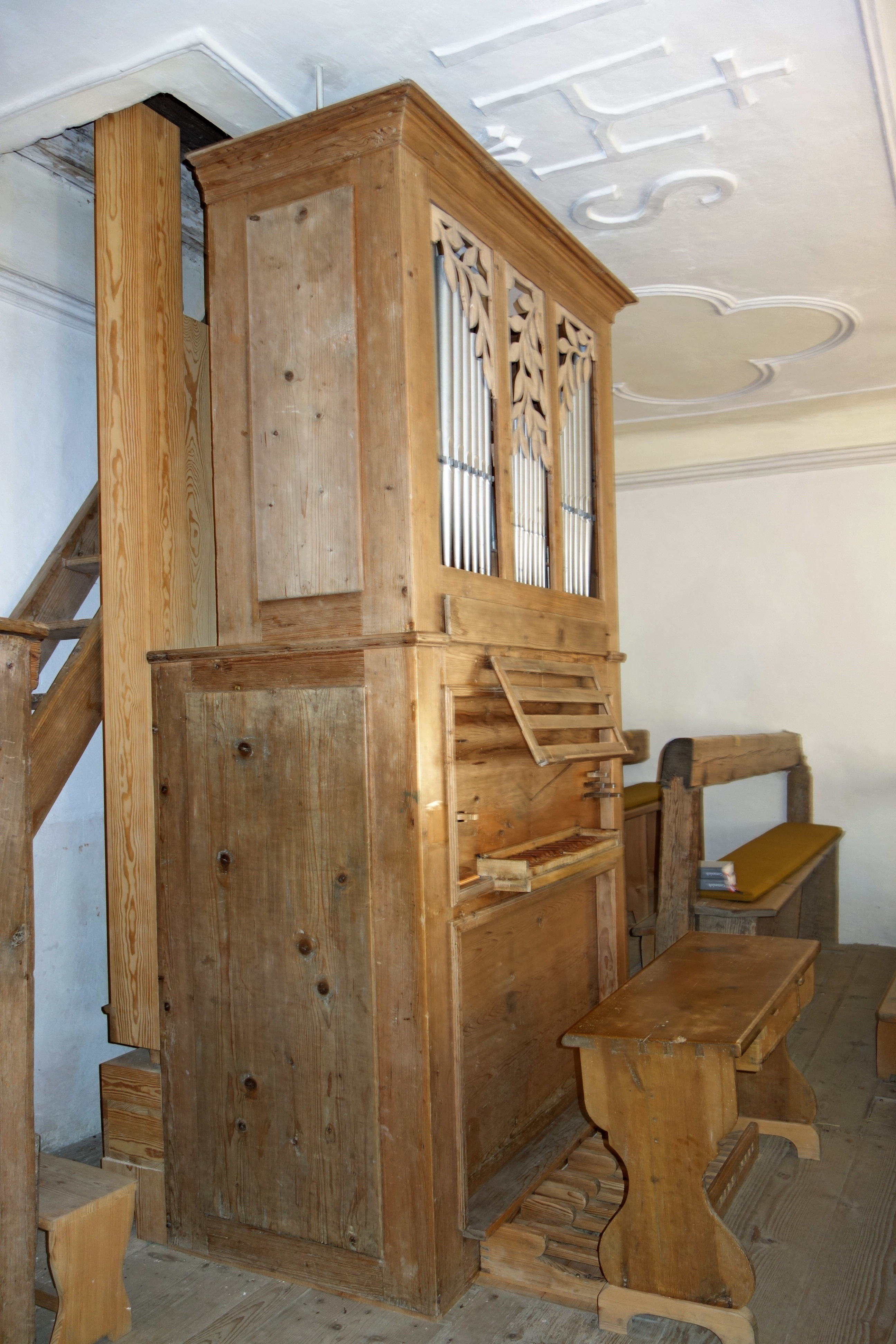
Orgel

Die Orgel der Filialkirche St. Stephan wurde um 1840 von Josef Mühlbauer junior aus Train errichtet. Das Schleifladeninstrument mit einem Manual und angehängtem Pedal umfasst drei Register und weist eine kurze Oktav auf. Die Spiel- und Registertrakturen sind mechanisch ausgeführt. Die Disposition lautet wie folgt:
| I Manual CDEFGA–c3 |    |
| Gedeckt            | 8′ |
| Flöte              | 4′ |
| Principal          | 2′ |

| Pedal     |
| angehängt |